# (3680) Sasha
(3680) Sasha est un astéroïde de la ceinture principale.

## Description
(3680) Sasha est un astéroïde de la ceinture principale. Il fut découvert le 28 juin 1987 à l'Observatoire Palomar par Eleanor Francis Helin. Il présente une orbite caractérisée par un demi-grand axe de 2,23 UA, une excentricité de 0,06 et une inclinaison de 5,5° par rapport à l'écliptique.

## Compléments